# Diables Rouges de Briançon
Diables Rouges de Briançon su francuski klub u športu hokeju na ledu iz mjesta Briançona, Hautes-Alpes.

Utemeljen je 1934.
Svoje domaće utakmice igraju u dvorani Patinoire René Froger, koja može primiti 2300 gledatelja.

## Vanjske poveznice
- http://www.diablesrouges.eu